# Línea Tōkyū Tōyoko
La línea Tōkyū Tōyoko (東急東横線 Tōkyū Tōyoko-sen?) es una línea de ferrocarril que opera entre las ciudades de Tokio y Yokohama. Este línea es un propietario de la compañía Tōkyū.

## Servicios
- L = Local (各駅停車 Kakueki-teisha?)
- Ex = Expreso (急行 Kyūkō?)
- CE = Expreso de conmutación (通勤特急 Tsūkin Tokkyū?)
- LE = Expreso limitado (特急 Tokkyū?)
- ST = Expreso limitado S-Train (operado por Seibu en fines de semana)

## Estaciones
Trenes expresos tienen paradas a las estaciones que marcado como un "O" y pasan las estaciones que marcado como un "|".
| Código | Nombre           | Japonés  | Longitud (km) | L | Ex | CE | LE | ST | Transferencias | Ubicación             | Ubicación              |
| --- | ---------------- | -------- | ------------- | - | -- | -- | -- | -- | --- | --------------------- | ---------------------- |
| ↑ Servicio recíproco a Shinrinkōen y Hannō a través de la Línea Fukutoshin, la Línea Tōbu Tōjō, y la Línea Seibu Ikebukuro ↑ |                  |          |               |   |    |    |    |    | |                       |                        |
| TY-01 | Shibuya          | 渋谷     | 0,0           | O | O  | O  | O  | O  | - Línea Saikyō - Línea Hanzōmon - Línea Ginza - Línea Fukutoshin                                                                                    | Shibuya, Tokio        | Shibuya, Tokio         |
| TY-02 | Daikan-Yama      | 代官山   | 1,5           | O | \| | \| | \| | \| | | Shibuya, Tokio        | Shibuya, Tokio         |
| TY-03 | Naka-Meguro      | 中目黒   | 2,2           | O | O  | O  | O  | \| | Línea Hibiya (H01) | Meguro, Tokio         | Meguro, Tokio          |
| TY-04 | Yūtenji          | 祐天寺   | 3,2           | O | \| | \| | \| | \| | | Meguro, Tokio         | Meguro, Tokio          |
| TY-05 | Gakugei-Daigaku  | 学芸大学 | 4,2           | O | O  | \| | \| | \| | | Meguro, Tokio         | Meguro, Tokio          |
| TY-06 | Toritsu-Daigaku  | 都立大学 | 5,6           | O | \| | \| | \| | \| | | Meguro, Tokio         | Meguro, Tokio          |
| TY-07 | Jiyūgaoka        | 自由が丘 | 7,0           | O | O  | O  | O  | O  | | Meguro, Tokio         | Meguro, Tokio          |
| TY-08 | Den-en-Chōfu     | 田園調布 | 8,2           | O | O  | \| | \| | \| | Línea Meguro | Ōta, Tokio            | Ōta, Tokio             |
| TY-09 | Tamagawa         | 多摩川   | 9,0           | O | O  | \| | \| | \| | | Ōta, Tokio            | Ōta, Tokio             |
| TY-10 | Shin-Maruko      | 新丸子   | 10,3          | O | \| | \| | \| | \| | | Nakahara-ku, Kawasaki | Prefectura de Kanagawa |
| TY-11 | Musashi-Kosugi   | 武蔵小杉 | 10,8          | O | O  | O  | O  | \| | - Línea Yokosuka | Nakahara-ku, Kawasaki | Prefectura de Kanagawa |
| TY-12 | Motosumiyoshi    | 元住吉   | 12,1          | O | \| | \| | \| | \| | | Nakahara-ku, Kawasaki | Prefectura de Kanagawa |
| TY-13 | Hiyoshi          | 日吉     | 13,6          | O | O  | O  | \| | \| | - [[Archivo:]] (G10) | Kōhoku-ku, Yokohama   | Prefectura de Kanagawa |
| TY-14 | Tsunashima       | 綱島     | 15,8          | O | O  | \| | \| | \| | | Kōhoku-ku, Yokohama   | Prefectura de Kanagawa |
| TY-15 | Ōkurayama        | 大倉山   | 17,5          | O | \| | \| | \| | \| | | Kōhoku-ku, Yokohama   | Prefectura de Kanagawa |
| TY-16 | Kikuna           | 菊名     | 18,8          | O | O  | O  | O  | \| | | Kōhoku-ku, Yokohama   | Prefectura de Kanagawa |
| TY-17 | Myōrenji         | 妙蓮寺   | 20,2          | O | \| | \| | \| | \| | | Kōhoku-ku, Yokohama   | Prefectura de Kanagawa |
| TY-18 | Hakuraku         | 白楽     | 21,4          | O | \| | \| | \| | \| | | Kanagawa-ku, Yokohama | Prefectura de Kanagawa |
| TY-19 | Higashi-Hakuraku | 東白楽   | 22,1          | O | \| | \| | \| | \| | | Kanagawa-ku, Yokohama | Prefectura de Kanagawa |
| TY-20 | Tammachi         | 反町     | 23,2          | O | \| | \| | \| | \| | | Kanagawa-ku, Yokohama | Prefectura de Kanagawa |
| TY-21 | Yokohama         | 横浜     | 24,2          | O | O  | O  | O  | O  | - Línea Tōkaidō - Línea Yokosuka - Línea Keihin-Tōhoku - Línea Negishi - Línea Keikyū - Ferrocarril Sagami - Línea Minatomirai - [[Archivo:]] (B20) | Nishi-ku, Yokohama    | Prefectura de Kanagawa |
| ↓ Servicio recíproco a Motomachi-Chūkagai a través de la Línea Minatomirai ↓                                                 |                  |          |               |   |    |    |    |    | |                       |                        |

## Historia
La primera sección de la línea entre las estaciones Tamagawa y Kanagawa fue inaugurado en el 14 de febrero de 1926. La construcción de la línea continuó hasta el 31 de marzo de 1932, cuando la línea comenzó operaciones entre la estación de Shibuya y la estación Sakuragichō en Yokohama; la estación Kanagawa fue cerrado en el año 1950. Cuando la Línea Hibiya del metro de Tokio fue inaugurado en el 29 de agosto de 1964, un servicio recíproco fue empezado entre las dos líneas; este servicio fue terminado en el 16 de marzo de 2013.
En el 1 de febrero de 2004, la línea Minatomirai fue abierto para conectar la estación de Yokohama con el distrito de Motomachi de la ciudad de Yokohama; las estaciones Takashimachō y Sakuragichō fueron cerrados al mismo tiempo.
En el 16 de marzo de 2013, la sección entre la estaciones Shibuya y Daikan-Yama fue reemplazado con una conexión a la estación de Shibuya en la Línea Fukutoshin; como resultado, la estación de Tōkyū en Shibuya fue cerrado. Después la estación de Tōkyū fue cerrado, pero antes la conexión a la Línea Fukutoshin fue abierto, 1.200 empleados de construcción reordenó las vías en la estación Daikan-Yama.